# Isosaari (ö i Finland, Kajanaland, Kehys-Kainuu, lat 65,40, long 29,16)
Isosaari är en ö i Finland. Den ligger i sjön Iso-Kukkuri och i kommunen Suomussalmi i den ekonomiska regionen  Kehys-Kainuu  och landskapet Kajanaland, i den nordöstra delen av landet, 600 km norr om huvudstaden Helsingfors. Öns area är 1 hektar och dess största längd är 250 meter i öst-västlig riktning.